# Savogna di Cividale
Savogna di Cividale oder nur Savogna (furlanisch Savogne, slowenisch Sovodnje oder Sauodnja) ist eine Gemeinde (comune) in der Region Friaul-Julisch Venetien im Nordosten Italiens und hat 354 Einwohner (Stand 31. Dezember 2023). Die Gemeinde liegt etwa 25 Kilometer ostnordöstlich von Udine an der Grenze zu Slowenien und gehört zur Comunità Montana del Torre, Natisone e Collio.